# Nicla Vassallo
Nicla Vassallo (Imperia, 6 novembre 1963) è una filosofa italiana.

## Carriera universitaria
Laureata all'Università di Genova, specializzata al King's College dell'Università di Londra, dove, sotto la guida di David Papineau, Mark Sainbury, Anthony Savile, studia epistemologia, logica, metafisica. Dopo il dottorato di ricerca in Filosofia della scienza, lavora prima come research fellow e poi come ricercatrice. Dal 2003 al 2008 è professore invitato nella Facoltà di Psicologia dell'Università Vita-Salute San Raffaele, in cui tiene il corso di epistemologia. Dal 2005 è professore ordinario presso il Dipartimento di Filosofia dell'Università di Genova dove insegna Filosofia teoretica e fa parte del corpo docente del dottorato di ricerca in Filosofia Fino. È un associato del Consiglio Nazionale delle Ricerche (C.N.R).

## Pensiero
Si è interessata a fondo dell'opera di Gottlob Frege, su cui ha scritto articoli e volumi, tra cui La depsicologizzazione della logica. Un confronto tra Boole e Frege e Frege on Thinking and Its Epistemic Significance, con la statunitense Pieranna Garavaso. L'interesse per Frege e per il dibattito psicologismo/antipsicologismo si collegano all'antitesi tra naturalismo/anti-naturalismo, su cui, oltre a numerosi saggi, Nicla Vassallo ha scritto volumi quali La naturalizzazione dell'epistemologia e Teorie della conoscenza filosofico-naturalistiche.
Le sue ricerche in epistemologia hanno prodotto nel 2003 il libro Teoria della conoscenza e sono proseguite nel libro del 2011 Per sentito dire: conoscenza e testimonianza, con cui Nicla Vassallo si è aggiudicata il premio di filosofia "Viaggio a Siracusa". Nicla Vassallo si è inoltre occupata di alcuni temi delle filosofie femministe contemporanee in volumi quali Filosofie delle donne, in stretta collaborazione con P. Garavaso. Dal suo interesse per le filosofie femministe è scaturito quello per gli studi lesbici, e più in generale quello per le filosofie dell'omosessualità, da cui il suo volume Il matrimonio omosessuale è contro natura: Falso! Da qui il suo interesse contro posizioni filosofiche omofobiche che possono scaturire dall'insistenza sulle categorie sex&gender.
Agnostica e aperta alla discussione pubblica (numerosi i suoi interventi a favore dei diritti umani e civili, in dialoghi e collaborazioni come quelle con Remo Bodei, Stefano Rodotà, Salvatore Veca), ha trattato il tema degli amori non eterosessuali con saggi come Classificazioni sospette, scritto con e contenuto nell'edizione italiana del volume di Martha Nussbaum Dal disgusto all'umanità. L'orientamento sessuale di fronte alla legge (Il Saggiatore, 2011) e nel confronto diretto con la stessa Martha Nussbaum Su religioni e fobie. 

## Interessi scientifici
Opera principalmente nell'area della filosofia analitica, con interessi primari di ricerca che riguardano la teoria della conoscenza e si estendono alle filosofie femministe, i Gender Studies, la filosofia della scienza, la metafisica, il naturalismo filosofico, lo scetticismo. Al suo attivo ha più di centocinquanta articoli scientifici in italiano e in inglese, apparsi su riviste specialistiche, in volumi collettanei, in proceedings di conferenze e in enciclopedie, mentre ha pubblicato dodici libri in qualità di autrice, quattro in qualità di curatrice, otto in qualità di coautrice.

## Attività professionali
È ex-membro dell'advisory board dell'"Assemblea del Teatro Stabile di Genova", membro, tra l'altro, dell'"European Journal of Analytic Philosophy", dell'"Institute for Scientific Methodology", della rivista di "L&PS: Logic and Philosophy of Science", della rivista "Iride: Filosofia e discussione pubblica" e della rivista philinq-Philosophical Inquiries, è consigliere scientifico di  "Palazzo Ducale Fondazione per la Cultura", ha fatto parte del Consiglio scientifico del "Festival della Scienza", fa parte della Fondazione Nilde Iotti, dell'"Osservatorio Nazionale sulla Salute della Donna", della "Rivista di estetica", di "Scienza & Filosofia". Collabora con Donneoltre dell'Associazione Italiana Sclerosi Multipla. Dal 2017 è Responsabile Cultura del Think Tank Ama Nutri Cresci.
Nicla Vassallo ha collaborato con Il fatto quotidiano - Saturno, con L'Unità, con la  27ora del Corriere della Sera. Ha scritto per l'inserto Domenica de Il Sole 24 Ore (con cui è tornata a collaborare nel 2019), per Il Venerdì di Repubblica e altre riviste.. Collabora oggi con varie testate giornalistiche e web magazine.

## Opere

### Alcuni volumi
- 1995, La depsicologizzazione della logica. Un confronto tra Boole e Frege, FrancoAngeli, Milano. ISBN 88-204-9091-9
- 1997, La naturalizzazione dell'epistemologia. Contro una soluzione quineana, FrancoAngeli, Milano. ISBN 88-464-0489-0
- 1999, Teorie della conoscenza filosofico-naturalistiche, FrancoAngeli, Milano. ISBN 88-464-1375-X
- 2002, Conoscenza e natura, De Ferrari Editore, Genova. ISBN 88-7172-442-9
- 2003, Teoria della conoscenza, Laterza, Roma-Bari. ISBN 978-88-420-6952-2
- 2003, "Filosofie delle scienze", Einaudi, PBE, Torino
- 2006, Filosofia delle conoscenze, Codice Edizioni, Torino, ISBN 88-7578-056-0
- 2007, Filosofia delle donne, con P. Garavaso, Laterza, Roma-Bari. ISBN 978-88-420-8236-1
- 2008, Knowledge, Language, and Interpretation, edited with Maria Cristina Amoretti, Ontos Verlag, Frankfurt. ISBN 978-38-683-8000-2
- 2010, Piccolo trattato di epistemologia, con Maria Cristina Amoretti, Codice Edizioni, Torino. ISBN 978-88-7578-172-9
- 2011, Per sentito dire. Conoscenza e testimonianza, Feltrinelli, Milano[22][23]. Premio di Filosofia Viaggio a Siracusa XII edizione.[24] ISBN 88-07-10467-9
- 2012, Conversazioni, intervista di Anna Longo, Mimesis, Milano. ISBN 978-88-575-1192-4[25]
- 2013, Orlando in ordine sparso. Poesie 1983-2013, Mimesis, Milano. ISBN 978-88-575-1812-1
- 2014, Frege on Thinking and Its Epistemic Significance, with P. Garavaso, Lexington Books–Rowman & Littlefield, Lanham, MD, USA.
- 2015, "Il matrimonio omosessuale è contro natura" Falso!, Laterza, ISBN 9788858117255
- 2015, Breve viaggio tra scienza e tecnologia, con etica e donne,  Orthotes Editrice,  Napoli–Salerno.
- 2016, Meta-Philosophical Reflection on Feminist Philosophies of Science, with M. Amoretti, Springer, New York.
- 2018, La Donna non esiste. E l'Uomo? Sesso, genere e identità, Codice Edizioni, Torino.
- 2019, Non annegare: meditazioni sulla conoscenza e sull'ignoranza, Mimesis, Sesto San Giovanni (Milano).
- 2019, Contextualism, Facitivity and Closure. An Union That Should Not Take Place?, with S. Leardi, Springer, New York.